# Aureliano Blanquet
Aureliano Blanquet (Morelia, 31 dicembre 1848 – Canyon di Chavaxtla, 15 aprile 1918) è stato un generale e politico messicano. È considerato uno dei militari più crudeli e assetati di sangue che combatterono il presidente Francisco Madero e che catturò durante la Decade tragica, insieme al vicepresidente José María Pino Suárez. Era anche un membro del plotone che sparò all'imperatore Massimiliano d'Asburgo e ai generali Miguel Miramón e Tomás Mejía nel Cerro de las Campanas nel 1867. Diede il colpo di grazia al petto dell'imperatore dopo la sparatoria iniziale, quando stava già morendo.
Durante la rivoluzione messicana Victoriano Huerta lo promosse a generale di divisione e poi lo nominò Segretario di Guerra e Marina dal 13 giugno 1913 al 10 luglio 1914. Quell'anno andò in esilio a Cuba. Ritornò nel 1918 per combattere il governo di Venustiano Carranza e morì quando fu perseguitato dall'esercito costituzionalista nello stato di Veracruz.

## Biografia
Nacque a Morelia nel Michoacán il 31 dicembre 1848. Compì i suoi primi studi nel vecchio Collegio di San Nicolás de Hidalgo, (oggi Universidad Michoacana) a Morelia. Nel 1877 entrò formalmente nell'esercito come secondo tenente; anche se si dice che dieci anni prima, da giovane civile incorporato nella lotta contro l'intervento francese, aveva fatto parte del plotone che uccise Massimiliano I del Messico, Miguel Miramón e Tomás Mejía, condotta eseguita nel Cerro de las Campanas a Querétaro. Fu sempre fedele al governo Porfirio Díaz fino alla sua fine. Fu il primo capitano durante la guerra delle caste e secondo José Emilio Pacheco: "Si diceva che dopo la campagna del Quintana Roo avesse scuoiato i ribelli Maya e li avesse abbandonati nella terra bruciata dal sole, oltre ad altre atrocità".
Durante la rivoluzione messicana il suo odio per i rivoluzionari si manifestò dalla metà del 1911 a Puebla. Nel luglio di quell'anno, Blanquet era il comandante delle truppe federali di stanza nella città. Un gruppo di uomini armati sparò ai loro nemici Maderisti in fuga dalle caserme dell'esercito federale. L'incidente degenerò in una battaglia di massa in cui Blanquet sconfisse i Maderisti. 46 furono uccisi, tra cui donne e bambini. Il giorno successivo, Madero protesse la performance di Blanquet da qualsiasi crimine e azione legale. Ordinò ai Maderisti radicali di arrendersi e lasciare le armi ai soldati federali di Blanquet e tornare a casa. L'incidente di Puebla creò tensioni internazionali in quanto rimasero uccisi espatriati tedeschi e spagnoli che si erano messi in mezzo.
Nel maggio del 1912 Blanquet prestò servizio sotto il generale Victoriano Huerta, comandando il 29º battaglione di fanteria nel sorprendente successo della ribellione orozchista (comandata dal generale Pascual Orozco contro il governo Madero).
Nel 1913 ebbe un ruolo diretto e fondamentale nella Decade tragica (9-19 febbraio) arrestando il presidente Madero e il vicepresidente José María Pino Suárez, cosa che gli valse la carica di Segretario di Guerra e Marina nel gabinetto di Victoriano Huerta, fino a luglio del 1914. Come tale, fu incaricato di dirigere la campagna contro il costituzionalismo dopo le dimissioni di Manuel Mondragón a metà del 1913. Quell'anno raggiunse il massimo grado militare messicano, generale di divisione.
Nel giugno 1913, il generale Huerta sostituì il generale Mondragón come Segretario alla Guerra, sostituito da Blanquet, ora promosso a generale di divisione (o maggior generale). Essendo allora la Marina ancora di competenza dell'esercito, Blanquet aveva anche la posizione di Segretario della Marina.
Nell'ottobre 1913 Huerta sciolse il Congresso e preparò un referendum per legittimare il suo regime come presidente e Blanquet come vicepresidente.
Al trionfo di Venustiano Carranza, la sua opposizione al costituzionalismo e la sua partecipazione alla morte del presidente Madero, lo misero in una posizione scomoda, impedendogli così di rimanere in Messico. Nel luglio 1914, il governo Huerta crollò, si dimise da vicepresidente e fuggì dal Messico con Huerta.
Il 19 agosto, Blanquet tornò una prima volta dall'estero, con l'intento di intervenire contro la demolizione del regime huertista, riprendendo il comando nell'esercito federale. Comandò di nuovo il 29º battaglione con 400 uomini, ma c'era un risentimento nelle truppe federali per la mancanza di pagamento contro le truppe carranziste a Puebla. Blanquet conquistò la città e arrestò due agenti Carranzisti, i fratelli Ramón e Rafael Cabrera, diretti a Puebla per affermare l'autorità del nuovo governo. I federali catturarono i fratelli Cabrera e spararono su ordine di Blanquet. I due fratelli Cabrera sopravvissuti, Luis e Alfonso, vendicheranno le loro morti con una campagna di terrore, uccidendo sei prigionieri federali. Blanquet fu costretto a fuggire di nuovo in esilio, a Cuba. Lì rimase fino al 1918.
Nel marzo 1918 tornò dal suo esilio a Cuba per sostenere la ribellione di Félix Díaz, nipote di Porfirio Díaz, contro il governo di Carranza. Con solo sei suoi seguaci si trasferì nell'entroterra della costa del Golfo del Messico per incontrare Díaz, il 7 aprile. In quei giorni operò nello stato di Veracruz, dove l'Esercito Riorganizzatore Nazionale di Díaz aveva una delle sue principali zone di potere. Scoperto e perseguitato dal generale Guadalupe Sánchez, morì quando il suo cavallo cadde nel Canyon di Chavaxtla situato nel comune di Huatusco, Veracruz, il 15 aprile 1918, pochi giorni dopo aver iniziato la nuova campagna come rivoluzionario. I soldati carranzisti decapitarono il suo cadavere e la sua testa fu inviata al porto di Veracruz, dove fu esposta per diversi giorni, al piano terra dell'attuale Hotel Prendes, accanto al palazzo comunale del Municipio installato alla base del porto. Il generale Guadalupe Sánchez, costituzionalista, inviò la testa di Blanquet per essere fotografata.